# HarmonyOS
HarmonyOS — операційна система, що розробляється китайською корпорацією Huawei, для використання на будь-якому типі пристроїв, включаючи смартфони, комп'ютери, носимі пристрої і продукти інтернету речей (IoT), бортові комп'ютери автомобілів і «розумні» колонки. Представлена на конференції розробників 9 серпня 2019. Реліз першої бета-версії ОС з відкритим сирцевим кодом анонсований на 18 грудня 2020 року, перші пристрої на платформі Harmony OS вийдуть у січні-лютому 2021 року.
За оцінками незалежних експертів, HarmonyOS 2.0 являє собою клон Android 10, що збігається за елементами інтерфейсу, застосунків і службових сервісів.

## Історія
У травні 2019 Мінторг США вніс Huawei в чорний список, бо діяльність компанії «суперечить інтересам національної безпеки». В результаті американські компанії втратили можливість продавати високотехнологічні товари Huawei і передавати технології китайським партнерам без отримання спеціальної експортної ліцензії від влади США. У тому числі Google, розробник найвживанішої ОС Android, заявило про відмову від співпраці з Huawei.
Через місяць після введення санкцій в Huawei заявляли, що падіння продажів смартфонів склало 40%, але до кінця липня обсяг продажів відновився до 80% від досанкціонного рівня.
Створення і впровадження власної незалежної операційної системи стало для Huawei справою виживання як гравця світового рівня. Harmony OS - це адаптована назва Hongmeng OS, що розроблялася компанією починаючи з 2017 тільки для промислового використання.
У середині вересня 2020 року була анонсована нова версія HarmonyOS, яку планується розгорнути на смартфонах бренду у 2021 році. Наприкінці жовтня 2020 року компанія представила флагман Huawei Mate 40 — перший апарат із передустановленою власною операційною системою. Датою запуску попереднього бета-тесту ОС названо 18 грудня 2020 року. У січні—лютому 2021 року для деяких користувачів апаратів компанії відкрито канал поновлення HarmonyOS. Перехід на власну систему запланований у декілька етапів та понад 90 відсотків уже випущених смартфонів Huawei підтримуватимуть нову операційну систему.
Тестування HarmonyOS 2.0 з 16 грудня 2020 передбачено для розробників на  флагманських смартфонах і планшетах компанії, серед яких: Huawei P40, Huawei P40 Pro, Huawei Mate 30, Huawei Mate 30 Pro і Huawei MatePad Pro. Програмний інтерфейс програми (API) доступний для понад 15 тисяч програм. Фахівці можуть почати оптимізувати свої продукти не лише для смартфонів, але і інших платформ — телевізорів, планшетів, розумних годин, бортових комп'ютерів автомобілів.
Після початку тестування з’явилися повідомлення, що ОС від Huawei заснована на старій версії Android: розробники помітили помилки сумісності, аналогічні ОС Android версії Kitkat 4.4.4, випущеної  2013 року. Компанія  Huawei проігнорувала запити журналістів щодо цієї ситуації.
За підсумком участі в програмі тестування версії SDK для платформи HarmonyOS 2.0 у 2021 році, оглядачі стверджують, що опублікований в репозиторії OpenHarmony код редакції HarmonyOS для IoT-пристроїв жодним чином не перетинається з тим, що пропонується в емуляторі HarmonyOS 2.0. У першому випадку система заснована на власному мікроядрі LiteOS, а у випадку HarmonyOS 2.0 пропонується системне оточення Android 10 на базі ядра Linux і набір типових Android-застосунків. Видимі відмінності зводяться до ребрендингу.
На конференції Sina 2020 Technology Billboard представник компанії пояснив відмінності HarmonyOS від інших операційних систем: зокрема, вона підтримує декілька платформ — смартфони, комп'ютери, автомобілі та інша техніка. Крім того зауважено, що HarmonyOS має відкритий вихідний код, завдяки чому розробники зможуть тонко налаштувати свої додатки під систему. Головним недоліком ОС представник компанії назвав ймовірні помилки, яку можуть виникнути при розгортанні HarmonyOS на мільйони девайсів по всьому світу. Компанія Huawei задекларувала свою віру в потенціал ОС на тлі розвитку «інтернету речей» (Internet of things, IoT). Також представник компанії відкинув звинувачення в копіюванні згаданих iOS чи Android та заявив що 2021 року Huawei має намір встановити операційну систему на 300-400 мільйонів гаджетів.

## Огляд
Згідно з заявами розробників, HarmonyOS — мікроядерна ОС, яка підходить для будь-яких сценаріїв застосування та будь-яких видів пристроїв, але розглядається швидше як конкурент Fuchsia / Zircon. Платформа має бути опублікована в сирцевих текстах як відкритий проект (Huawei вже розвиває відкритий [LiteOS] для IoT-пристроїв) для чого планується створити окремий некомерційний фонд і сформувати співтовариство. Huawei вважає, що Android не такий гарний для мобільних пристроїв через надмірно великий обсяг коду, застарілий планувальник процесів і питання фрагментації платформи.
У HarmonyOS не надається доступ користувачів на рівні root, а мікроядро ізольовано від зовнішніх пристроїв. Ядро системи верифіковане на рівні формальної логіки / математики для мінімізації ризику появи вразливостей. Стверджується, що застосовані методи, які зазвичай використовуються при розробці критично важливих систем в таких областях, як авіація і космонавтика, і дозволяють домогтися відповідності рівню захищеності EAL 5+.
Мікроядро реалізує тільки планувальник і IPC, а все інше винесено в системні сервіси, велика частина яких виконується в просторі користувача. Як планувальник завдань пропонується мінімізуючий затримки детерминістичний рушій розподілу ресурсів (Deterministic Latency Engine), що аналізує навантаження в режимі реального часу і використовує методи передбачення поведінки застосунків. У порівнянні з іншими системами планувальник дозволяє домогтися скорочення затримок на 25.7% і знизити флуктуації затримок на 55.6%.
Для забезпечення зв'язку між мікроядром і зовнішніми сервісами ядра, такими як файлова система, стек протоколів, драйвери і підсистема запуску застосунків, застосовується IPC, який за заявами компанії працює в п'ять разів швидше, ніж IPC в Zircon, і втричі швидше, ніж IPC в QNX. Замість зазвичай застосовуваного чотирирівневого стеку протоколів для зменшення накладних витрат в Harmony задіяна спрощена однорівнева модель на основі розподіленої віртуальної шини, що забезпечує взаємодію з обладнанням, таким як екрани, камери, звукові плати тощо.
Для складання застосунків застосовується власний компілятор Arc, який підтримує код на мовах C, C++, Java, JavaScript і Kotlin. Система відокремлена від устаткування і дає можливість розробникам створювати застосунки, які можна використовувати на різних категоріях пристроїв без створення окремих пакунків. Надалі планується надати інтегроване середовище розробки для створення застосунків для різних класів пристроїв, таких як телевізори, смартфони, розумні годинники, автомобільні інформаційні системи тощо. Середовище буде автоматично адаптувати програми для різних екранів, елементів управління і методів взаємодії з користувачем.
Harmony безпосередньо не сумісна з Android, але, за заявою представників Huawei, для адаптації наявних Android застосунків будуть потрібні мінімальні зміни. Компанія Huawei також обіцяє, що в майбутньому в ОС Harmony буде вбудована підтримка застосунків для Android і буде надана підтримка застосунків на HTML5.
Що стосується використання платформи Android, то компанія заявила, що поки продовжить її використання для смартфонів і планшетів, але в разі втрати доступу до ліцензії на Android, почне застосування Harmony негайно (стверджується, що для міграції буде потрібно 1-2 дні). Крім того, Huawei розвиває продукти AppGallery і Huawei Mobile Services, які позиціонуються як альтернатива Google Play і сервісів / застосунків Google.

## Продукти
10 серпня 2019 компанія Huawei представила свій перший продукт на основі HarmonyOS, ним став смарт-телевізор Honor Vision. Телевізор працює на восьмиядерному процесорі Honghu 818 компанії HiSilicon, має екран діагоналлю 55 дюймів з роздільною здатністю 4К, яскравістю 400 ніт і кутами огляду до 178 градусів. Пристрій підтримує High Dynamic Range Imaging і технології обробки зображення для поліпшеної картинки.

## Виноски
1. ↑  Huawei reveals HarmonyOS, its alternative to Android. Архів оригіналу за 30 листопада 2019. Процитовано 10 серпня 2019.
2. ↑  Harmony OS: Huawei представив свою операційну систему. Архів оригіналу за 10 серпня 2019. Процитовано 10 серпня 2019.
3. ↑  Huawei to launch HarmonyOS mobile phone developer beta on December 18. MyFixGuide.com (амер.). 9 листопада 2020. Архів оригіналу за 9 листопада 2020. Процитовано 9 листопада 2020.
4. 1 2  Huawei’s HarmonyOS: “Fake it till you make it” meets OS development [Архівовано 22 червня 2021 у Wayback Machine.] // RON AMADEO - 2/2/2021, arstechnica.com
5. ↑  Huawei представила собственную альтернативу Android [Архівовано 10 серпня 2019 у Wayback Machine.] // РБК
6. ↑  手机鸿蒙OS 12月18日发布测试版：90％以上机型都会升级-手机,鸿蒙,华为 ——快科技(驱动之家旗下媒体)--科技改变未来. Архів оригіналу за 21 листопада 2020. Процитовано 15 січня 2021.
7. ↑  Breaking: HarmonyOS 2.0 developer beta opened for Huawei P40, Mate 30 and MatePad Pro devices - Huawei Central. Архів оригіналу за 20 січня 2021. Процитовано 15 січня 2021.
8. ↑  Huawei’s initial Harmony OS 2.0 beta appears to be based on Android after all. Архів оригіналу за 17 березня 2021. Процитовано 15 січня 2021.
9. ↑  华为王成录:鸿蒙OS不是安卓和iOS的拷贝 今年目标覆盖3-4亿台设备|安卓|IoT|华为_新浪科技_新浪网. Архів оригіналу за 17 січня 2021. Процитовано 15 січня 2021.
10. ↑  Huawei анонсировал операционную систему Harmony [Архівовано 9 серпня 2019 у Wayback Machine.] // opennet.ru
11. ↑  The Honor Vision TV is Huawei’s first HarmonyOS device (англ.). Архів оригіналу за 12 серпня 2019. Процитовано 12 серпня 2019.